# 柴田屋駅
柴田屋駅（しばたやえき）は、かつて富山県東礪波郡福野町（現南砺市）にあった加越能鉄道加越線の駅（廃駅）である。

## 歴史
- 1926年（大正15年）

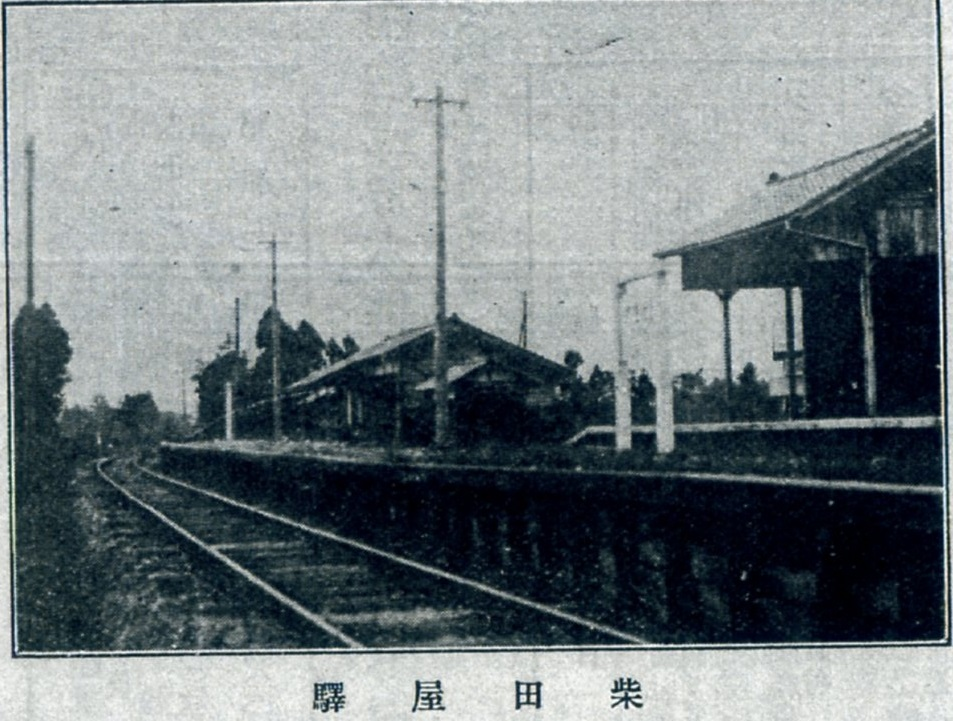
加越鉄道時代の柴田屋駅

  - 7月5日：加越鉄道が安居寺口駅の新設を申請する[1]。
  - 7月24日：鉄道大臣井上匡四郎が監第1993号を以て安居寺口駅の新設を認可する[1]。
  - 8月15日：加越鉄道の安居寺口駅として開業する[2][3]。
- 1928年（昭和3年）4月1日：地元の要望により柴田屋駅と改称する[4][1]。
- 1933年（昭和8年）5月15日：当駅 - 津沢駅間に本江駅が開業する[3]。
- 1943年（昭和18年）1月1日：会社合併により、加越鉄道線は富山地方鉄道加越線となる[5]。
- 1950年（昭和25年）10月23日：加越線の譲渡により、富山地方鉄道加越線が加越能鉄道加越線となる[5]。
- 1969年（昭和44年）4月1日：当駅 - 本江駅間に野尻駅が開業する[3]。
- 1972年（昭和47年）9月16日：加越能鉄道加越線が廃止され廃駅となる[3][5]。

## 隣の駅
加越能鉄道
加越線
野尻駅 - 柴田屋駅 - 福野駅